# 龙潭乡 (墨江县)
龙潭乡，是中华人民共和国云南省普洱市墨江哈尼族自治县下辖的一个乡镇级行政单位。

## 行政区划
龙潭乡下辖以下地区：
龙潭村、瓦路村、三家村、天普村、木化村、冲头村、梁子村和石屏村。